# Čerpací stanice Paseky
Parní čerpací stanice Paseky je soubor historizujících budov a komína v obci Šilheřovice v okrese Opava. Je zapsán jako kulturní památka České republiky.

## Historie

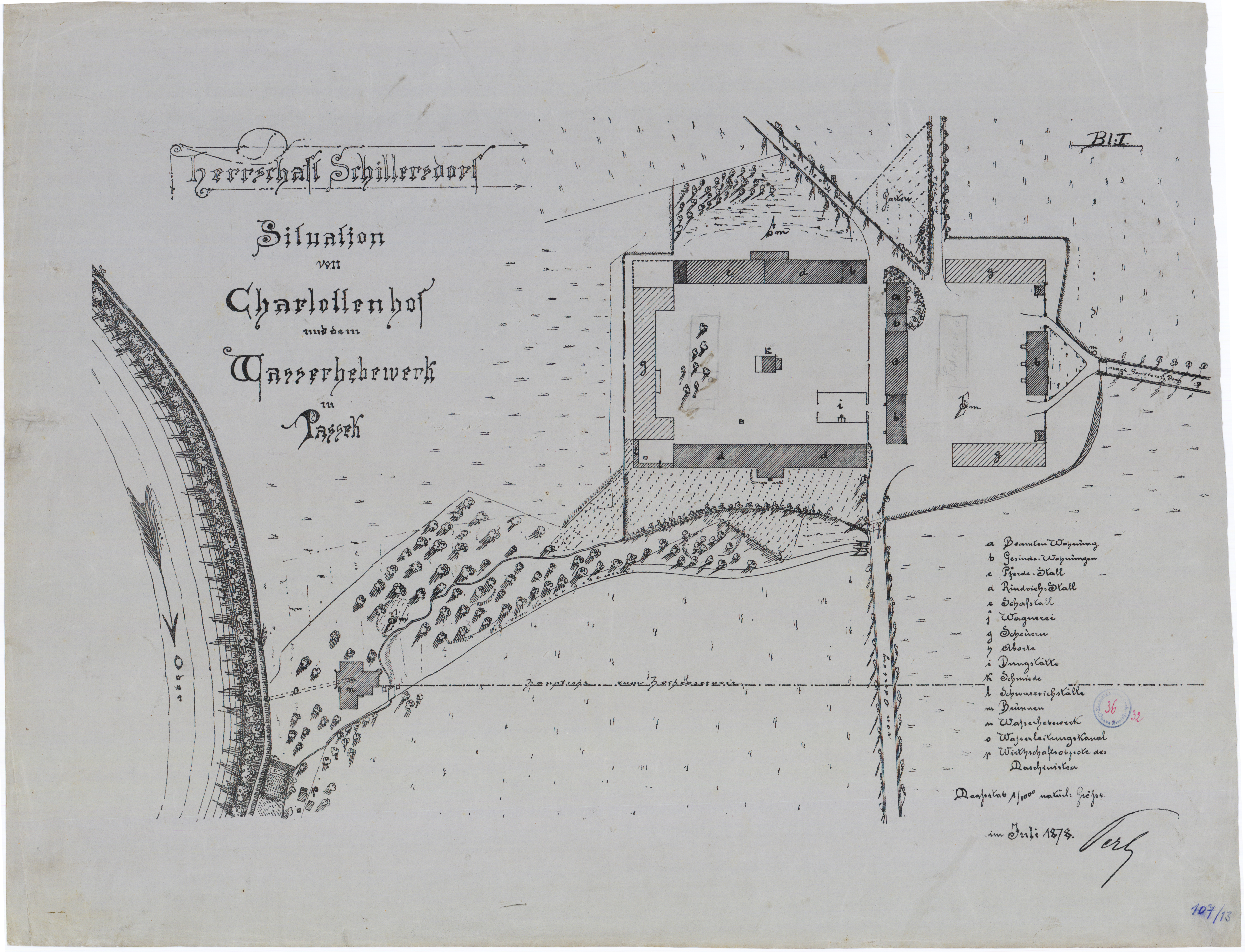
Typizační návrh čerpací stanice (konec 70. let 19. století)

Parní čerpací stanici nechali v letech 1862–1863 postavit Rothschildové k šilheřovickému zámku. Voda ze stanice měla sloužit k zásobování zámeckého parku. Komín pak měl sloužit k odvádění spalin z přilehlé kotelny. Během druhé světové války byl objekt bombardován sovětskými letouny kvůli podezření, že jde o továrnu. Po roce 1948 byl v domě vytvořen socialistický byt.
Po sametové revoluci byla budova zprivatizována. 8. prosince 2020 pak byla prohlášena kulturní památkou.

## Popis
Budova je přízemní zděnou stavbou přízemního půdorysu. Má sedlovou střechu krytou plechem. Na východní straně navazuje zděná, bíle omítaná stavba garáže s plechovými vraty. Za garáží navazuje převýšená věžička do formy posedu se stanovou střechou, po obvodu pláště na čtvercovém půdorysu je kryta bedněním a přístupná dřevěným schodištěm. Po celé délce jihovýchodní strany je dřevěný ochoz.
Komín je 30 metrů vysoký. Věž tvoří dva válce, vnější plášť s vnitřním komínovým tělesem. Komín završuje cimbuří na pískovcových krakorcích. Jedná se o jeden ze dvou podobných komínů na území České republiky.